# Platyleon froggatti
Platyleon froggatti is een insect uit de familie van de mierenleeuwen (Myrmeleontidae), die tot de orde netvleugeligen (Neuroptera) behoort. 
Platyleon froggatti is voor het eerst wetenschappelijk beschreven door Esben-Petersen in 1923.